# Акчокраклы, Осман Нури-Асанович
Осма́н Нури́-Аса́нович Акчокраклы́ (крымскотат. Osman Nuri-Asan oğlu Aqçoqraqlı; 3 [15] января 1879, Бахчисарай, Таврическая губерния или Ван, Ван — 17 апреля 1938, Симферополь) — деятель крымскотатарского культурного возрождения. Поэт, писатель, журналист, историк-археолог, востоковед, лингвист-полиглот, этнограф, литературовед, педагог. Стал жертвой сталинских репрессий.

## Биография
Родился 3 января 1878 года в Бахчисарае, в семье каллиграфа, который славился прекрасным арабским письмом и передал своё умение сыну. Начальное образование получил в бахчисарайском Зынджирлы-медресе. В 1894—1896 годах учился в Константинополе в гимназии «Дауд-паша». В 1908 году с целью самообразования посетил Каир, где брал частные уроки у шейхов Аль-Азхара по истории Востока, арабской литературе и археологии. В анкетах скромно указывал собственное образование как «неоконченное среднее». Это, однако, не мешало вузам приглашать его в качестве преподавателя.
Трудовую деятельность начал в Санкт-Петербурге. Преподавал каллиграфию на факультете восточных языков Санкт-Петербургского университета (в том числе И. Ю. Крачковскому), украсил орнаментами и цитатами из Корана некоторые мечети Санкт-Петербурга и Бахчисарая. В 1896—1900 годах работал корректором и наборщиком в издательстве своего учителя И. Бораганского. В этом же издательстве были напечатаны сделанные Акчокраклы переводы на крымскотатарский язык произведений классической русской литературы («Бахчисарайский фонтан» А. С. Пушкина, «Женитьба» Н. В. Гоголя, басни Крылова). В 1901—1905 годах служил в армии. С 1906 года работал в различных газетах и журналах, в том числе «Ульфет» (Санкт-Петербург), «Вакт» и «Шура» (Оренбург).

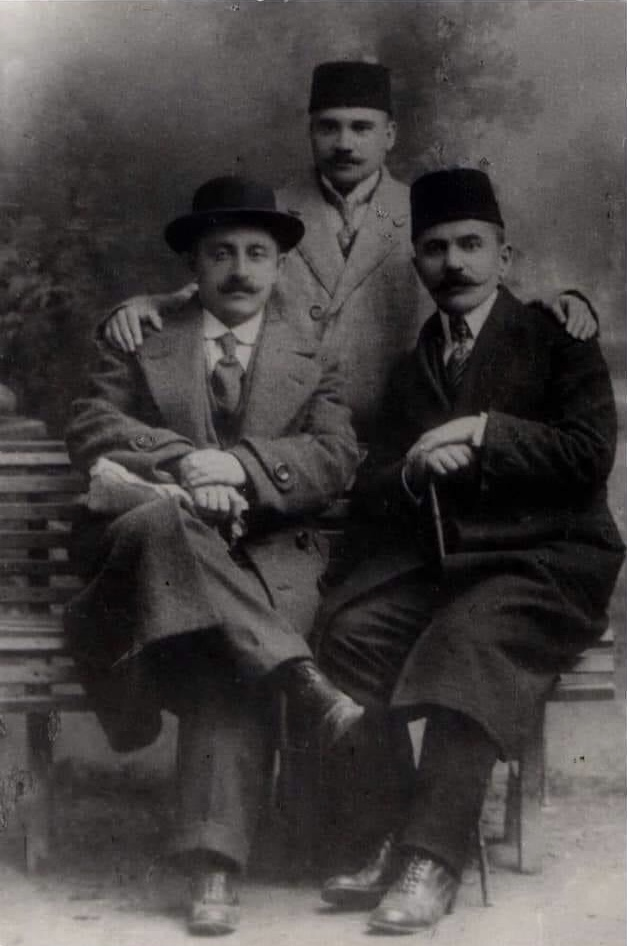
Сидят: Асан Сабри Айвазов и Насиб-бек Усуббеков
Стоит: Осман Нури Акчокраклы

Как учёный, сформировался под влиянием крымскотатарского просветителя Исмаила Гаспринского. Работал в редакции первой крымскотатарской газеты «Терджиман» (в 1906 и 1910—1916 годах), совмещая журналистику с преподаванием в знаменитом Зынджирлы-медресе. Состоял одним из двух директоров бахчисарайского Общества взаимного кредита и казначеем Бахчисарайского библиотечного общества. В 1913—1916 годах прошёл полный курс русской каллиграфии в институте А. Коссодо в Одессе. Позднее, весной 1921 года, по его инициативе и при непосредственном участии в доме, где печатался «Терджиман», был открыт Дом-музей Исмаила Гаспринского.
В 1917 году избирался делегатом Курултая крымскотатарского народа. Преподавал турецкий язык и восточную каллиграфию (позже — крымскотатарский фольклор и этнографию) в Крымском университете (после 1925 года — Крымский педагогический институт). Читал лекции в Киевском и Харьковском университетах. Владел украинским языком. Был знаком с Павлом Тычиной, дружил с Агафангелом Крымским. Являлся преподавателем в Крымском татарском педагогическом техникуме и учёным секретарём Восточного музея при Бахчисарайском ханском дворце.

В 1923 году избран в члены Тарвического общества истории, археологии и этнографии; в 1930—1931 году — последний секретарь общества. В 1925 году обнаружил вместе с Усеином Боданинским у старожила села Капсихор рукопись Дастана (поэмы) Джан-Мухаммеда-эфенди «Тугай-бей» (1648) — жемчужины крымскотатарской поэзии XVII века. Собрал, систематизировал и описал около 400 крымскотатарских тамг, изучал многочисленные эпиграфические памятники крымского средневековья. В 1926 году по командировке КрымЦИК участвовал в 1-м Всесоюзном тюркологическом съезде в Баку.

### Репрессии
В начале 1930-х годов подвергся травле за «национализм». Летом 1934 года был снят с занимаемой должности преподавателя Крымского педагогического института с обвинением в национализме. Некоторое время преподавал географию в комсомольской школе, затем переехал в Баку к сестре. Арестован НКВД 5 апреля 1937 года за «участие в националистической контрреволюционной организации», шпионаж и пантюркизм по групповому делу партии Милли Фирка. Этапирован, судим Выездной сессией ВКВС СССР в городе Симферополе 17 апреля 1938 года. Приговор: ВМН (расстрел). Расстрелян в тот же день.

### Семья
- Жена — Зоре (Зера) Сабирджановна Акчокраклы (1889, Одесса — ?), казанская татарка, дочь муллы, домохозяйка, жила в Симферополе (Больничный пер., 4). 6 ноября 1937 года арестована УГБ НКВД Крыма по статье 58-6, 10, 11 УК РСФСР: недоносительство на мужа-шпиона, пантюркиста, члена партии «Милли-Фирка». Осуждена 2 августа 1938 года ОСО при НКВД СССР к 5 годам ИТЛ. Реабилитирована 23 апреля 1990 года Военным трибуналом Одесского военного округа. Детей в семье не было[9][10].

## Публикации Акчокраклы

### Литературные произведения
- «Чора-батыр» (либретто оперы об обороне Казани от Ивана Грозного — в соавторстве с Асаном Рефатовым, 1923).
- «Бахчисарайский фонтан» (музыкальная драма, 1926).

Обложка прижизненного издания

### Избранные научные работы
- Qart muallim ve yazıcılarımızdan İsmail Gasprinskiy // Oquv İşleri. 1925. No. 2 (июнь). (кр.тат.)
- Татарские тамги в Крыму // Известия Крымского ПДИ. — 1927. — Т. 1. — С. 32—47.
- Старо-Крымские и Отузские надписи XIII — XV вв. // Известия Таврического общества истории, археологии и этнографии. — Симферополь, 1927. — Т. 1 (58). — С. 5—17.
- Новое из истории Чуфут-кале // Известия Таврического общества истории, археологии и этнографии. — Симферополь, 1928. — Т. 2 (59). — С. 158—172.
- Старо-Крымские надписи (по раскопкам 1928 г.) // Известия Таврического общества истории, археологии и этнографии. — Симферополь, 1929. — Т. 3 (60). — С. 152—159.
- Чуфут-Кале (по материалам раскопок 1928—29 гг.) / У. А. Боданинский, Б. Н. Засыпкин, О. Акчокраклы // Известия Таврического общества истории, археологии и этнографии. — Симферополь, 1929. — Т. 3 (60). — С. 170—187.
- Татарська поема Джан-Мухамедова про похід Іслям-Гірея II спільно з Богданом Хмельницьким на Польщу 1648—49 р.р. :  [укр.] // Східний світ. — Х., 1930. — № 3 (12). — С. 163—170.
- Татарские документы XV—XIX вв., хранящиеся в Центрархиве Крымской АССР // Бюллетень ЦАУ Крымской АССР. — 1931. — № 3 (6). — С. 13—19.
- Крымско-татарские и турецкие исторические документы XVI—XIX вв., вновь поступившие в Крымский Центрархив // Бюллетень ЦАУ Крымской АССР. — 1932. — № 2 (8). — С. 12—16.